# Salvatore Ganacci
Emir Kobilić, mer känd som Salvatore Ganacci, född 1986 i Bosnien och Hercegovina, är en svensk musikproducent och diskjockey. 
2014 lanserade Salvatore Ganacci sitt första musikaliska samarbete tillsammans med Jillionaire, medlem i Major Lazer. Samma år vann Ganacci priset årets "Rookie Songwriter/Producer" på Denniz Pop Awards. 
Debutsingeln "FRESH" på Universal Music / Republic Records blev snabbt en klubb-hit världen över. 
År 2015 signerade Salvatore Ganacci ett skivkontrakt med REFUNE .
2017 spelade Ganacci på Tomorrowland (festival) som är en av världens största festivaler för elektronisk dansmusik. Med hans unika och roliga sätt att uppträda så gjorde hans set succé, där även ett videoklipp av hans set spreds över internet och sociala medier. (Länk till klippet: https://www.facebook.com/SalvatoreGanacci/videos/1719775818062445/ )  
Emir Kobilić har tidigare medverkat som upphovsman och musikproducent på flera kända låtar, under både eget namn och pseudonym .

## Diskografi

### Singlar
- 2021 - Salvatore Ganacci - Fight Dirty
- 2021 - Salvatore Ganacci - Step-Grandma
- 2020 - Salvatore Ganacci - Boycycle (feat. Sébastien Tellier)

- 2019 - Salvatore Ganacci - Horse
- 2017 -  Salvatore Ganacci ft. Sam Grey - Way Back Home (Refune)
- 2017 -  Bro Safari x Salvatore Ganacci x Dillon Francis - XL ( Bro Safari Music )
- 2017 -  Salvatore Ganacci x Sebastian Ingrosso x Bunji Garlin - Ride it (Refune)
- 2017 -  Salvatore Ganacci - Talk (Refune)
- 2016 –  Salvatore ft. Enya & Alex Aris - Dive (Refune)
- 2016 –  Ingrosso x LIOHN x Salvatore Ganacci - "FLAGS!" (Refune)
- 2015 –  Salvatore Ganacci x ETC!ETC! - "Money" (Dim Mak Records)
- 2015 –  Salvatore Ganacci ft. Trinidad James - "Money In My Mattress" (Refune)
- 2015  – Axwell^Ingrosso x Salvatore Ganacci ft. Pusha T & Silvana Imam - "Can´t Hold Us Down" (Refune / DefJam)
- 2014 –  Jillionaire & Salvatore Ganacci ft. Sanjin - "FRESH" (Universal / Republic)

### Remixer
- 2016  – Rebecca & Fiona - "Sayonara" (Salvatore Ganacci Remix) (Universal Music)
- 2015 –  Loreen - "Paperlight Revisited" (Warner)
- 2015 –  DadaLife - "Tonight We're Kids Again" (Salvatore Ganacci Remix) (Universal Music)
- 2014  – Afrojack ft. Snoop Dogg - "Dynamite" (Salvatore Ganacci & Jillionaire Remix) (Island Records)
- 2014 –  Alesso ft. Tove Lo - "Heroes" (Salvatore Ganacci Remix) (Def Jam)
- 2014 –  I See Monstas - "Circles" (Salvatore Ganacci Remix) (Interscope/Polydor)
- 2014  – Tove Styrke - "Borderline" (Salvatore Ganacci Remix) (Sony/RCA)